# NK Drava Ptuj
NK Drava Ptuj was een Sloveense voetbalclub uit Ptuj. De club werd ontbonden in 2011.
De club werd in 1933 opgericht. In 1994/95 speelde de club voor het eerst in de Sloveense 2de klasse en werd daar 6de op 16. Het volgende seizoen kon Drava zich net van de degradatie redde maar in 1996/97 werd de club vicekampioen. Drava moest een playoff spelen tegen de voorlaatste uit de 1ste klasse en dat was NK Beltinci, Drava verloor met 0-1 en bleef in de 2de klasse. De volgende 2 seizoenen eindigde Drava in de middenmoot en in 2000 degradeerde de club naar de 3de klasse.
Het verblijf in de 3de klasse werd tot één seizoen beperkt en bij terugkeer in 2de werd de club 5de, in 2003 werd opnieuw de vicetitel behaald, dit keer promoveerde de club wel. In het eerste seizoen werd Drava laatste in de eerste ronde, in de playoff werd het voorlaatste en moest een barrage gespeeld worden die gewonnen werd op basis van uitdoelpunten. In het 2de seizoen werd Drava 6de en in 2005/06 zelfs 5de.
Na afloop van het seizoen 2010/11 in de 2. slovenska nogometna liga werd de club door de Sloveense voetbalbond teruggezet naar het regionale amateurvoetbal, het vierde niveau. De club hield toen op te bestaan.
De jeugdafdeling die in 2004 verzelfstandigd was als NŠ Drava Ptuj, ging vanaf het seizoen 2011/12 ook met een seniorenteam spelen. De naam NK Drava Ptuj werd weer aangenomen, maar juridisch is heeft de club geen recht op de uitingen en historie van de oude club.

## Drava Ptuj in Europa
| Seizoen | Competitie    | Ronde | Land             | Club                     | Score    |
| ------- | ------------- | ----- | ---------------- | ------------------------ | -------- |
| 2005    | Intertoto Cup | 1R    | Vlag van Kroatië | Slaven Belupo Kopvrinica | 0-1, 0-1 |

Zie ook Deelnemers UEFA-toernooien Slovenië

## Bekende spelers
- Mladen Dabanovič
- Nastja Čeh